# Кастро-Преторио

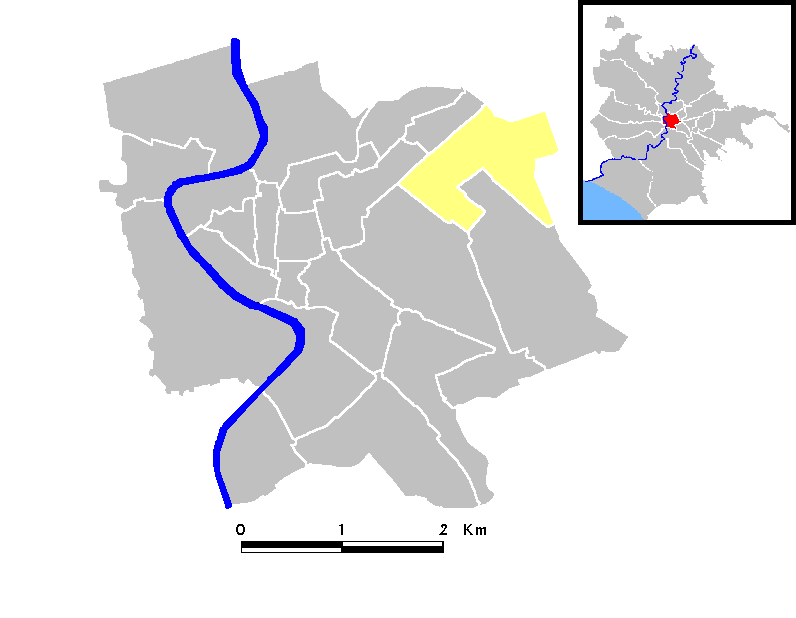
Кастро Преторио

Герб Кастро Преторио

Кастро Преторио (итал. Castro Pretorio) — XVIII район (Rione) Рима. Находится на востоке города, на участке терм Диоклетиана.

## История
Район получил своё название из-за казарм преторианской гвардии, которые здесь были построены в 23 году.

## Герб
На гербе изображен военный значок преторианской гвардии.